# إدارة خبرات الموظفين
بالإضافة إلى مفهوم اقتصاد الخبرات، يتم تعريف خبرات الموظفين على أنها ما حصل عليه الموظفون أثناء التفاعل مع عناصر الحياة المهنية (على سبيل المثال، الشركات والمشرفون والزملاء في العمل والعملاء والبيئة وما إلى ذلك)، والتي تؤثر على الإدراك والوجدان وتؤدي إلى السلوكيات الخاصة التي تصدر عنهم.
وقد تم وضع مفهوم إدارة خبرات الموظفين (EEM) من خلال الفيلسوف الأبهري كمنهجية لتوفير خبرات متميزة للموظفين، مما يؤدي إلى الحصول على خبرات عملاء إيجابية من خلال التركيز على الاحتياجات الاختبارية - مثل التسويق الاختباري للعملاء الخارجيين.
وقد ألمح هاريس في عام 2007 قائلاً «إنها [خبرة العملاء] تبدأ من قلب المنظمة. وهي تبدأ بالموظفين الذين يمثلون الإستراتيجية ويعدون بمثابة عنصر الحياة للعلامة التجارية». وإدارة خبرات الموظفين، مثل التسويق الداخلي، هي عبارة عن منهجية داخلية من خلال التركيز على الموظفين (العميل الداخلي) قبل العملاء الخارجيين.
ويأتي مفهوم إدارة خبرات الموظفين من الاستفسار الذي يدور حول كيف يمكن أن تتحقق الشركات من أن الموظفين يخلقون تجربة عملاء مقبولة ومرغوبة، متى تفاعلوا مع العملاء ومتى قاموا بتوفير المعلومات والخدمات لهم (Schmitt, 2003, p. 219). وبدلاً من ذلك، يعد الاستفادة من الموظفين لتوفير الوعد المرتبط بقيمة العلامة التجارية شأنًا هامًا للغاية في إدارة خبرات الموظفين. كما أن إدارة خبرات الموظفين كذلك تتجاوز مجرد إدارة الموارد البشرية من خلال توفير المزيد من الخبرات للموظفين في شكل تطوير احترافي وشخصي على حد سواء (Schmitt, 2003, p. 219).
الاتصالات الداخلية، والتي تعد بمثابة مبدءًا رئيسيًا لتوفير إدارة خبرات الموظفين ومشاركتهم، هي سمة عامة مميزة بين أفضل الشركات التي توظف الموظفين، لكن من المستغرب بصفة عامة أن "الملاحظات هي المفتاح الرئيسي لإعطاء الشعور للموظفين بحالتهم ومكانهم الحالي، إلا أن العديد من الشركات غير متميزة على الإطلاق في توفير تلك الملاحظات.
" هناك العديد من الطرق التي يمكن أن تتبعها الشركات من أجل خلق ثقافة اتصالات منتظمة ومفتوحة.
وتتراوح تلك الطرق ما بين اجتماعات الفرق (الأسبوعية أو الشهرية) في الإدارات وحتى الاجتماعات الشهرية أو ربع السنوية للشركات بأكملها. وإذا لم يكن من السهل دائمًا عقد اجتماعات فعلية، بسبب طبيعة الأعمال أو العمل في ورديات أو العمل في مواقع متعددة، يمكن أن تتيح الشبكة الداخلية إجراء الحوار في الشركة. وتتيح الشبكات الاجتماعية المغلقة للشركات  المزيد من التفاعل بين أعضاء فرق العمل الذين لا يمكنهم التواصل مع بعضهم البعض بشكل فعلي وبطريقة منتظمة، مثل الموظفين العاملين عن بعد أو الفرق المستقرة في مكاتب في مواقع مختلفة.

## وصلات خارجية
- EEM through 'Employee Engagement Program'
- Enhancing Service Experience Through EEM
- Employee Engagement for Customer Experience